# Murrish Glacier
Murrish Glacier är en glaciär i Antarktis. Den ligger i Västantarktis. Argentina, Chile och Storbritannien gör anspråk på området. Murrish Glacier ligger 484 meter över havet.
Terrängen runt Murrish Glacier är kuperad. Trakten är obefolkad. Det finns inga samhällen i närheten. 